# Anthony Vanden Borre
Anthony Vanden Borre (født 24. oktober 1987 i Likasi, Zaire) er en congolesisk født belgisk fodboldspiller, der er højre back/højre kant hos TP Mazembe i sit fødeland DR Congo.
Vanden Borre startede sin seniorkarriere i hjemlandet hos RSC Anderlecht, hvor han spillede fra 2003 til 2007. Han var efterfølgende tilknyttet Fiorentina og Genoa i Italien, ligesom han spillede hos Portsmouth i den engelske Premier League på lejebasis. I 2010 skiftede han tilbage til belgisk fodbold, og spillede i to år for KRC Genk, inden han skiftede tilbage til Anderlecht.
Vanden Borre har gennem sin karriere vundet intet mindre end seks belgiske mesterskaber, de fem med Anderlecht og det sidste med Genk.

## Landshold
Vanden Borre står (pr. marts 2018) noteret for 28 kampe og tre scoringer for det belgiske landshold. Han debuterede for belgierne i en alder af kun 16 år den 28. april 2004 i en venskabskamp mod Tyrkiet. Han har derudover spillet for adskillige af de belgiske ungdomslandshold.
Vanden Borre var en del af den belgiske trup til VM i 2014 i Brasilien.

## Titler
Jupiler Pro League
- 2004, 2005, 2007, 2013 og 2014 med Anderlecht
- 2011 med Genk

Belgiens Super Cup
- 2004 og 2013 med RSC Anderlecht
- 2011 med Genk